# John FitzAlan (Adliger, 1223)
John FitzAlan, Lord of Clun and Oswestry, de iure 6. Earl of Arundel (auch John FitzAlan II) (* 1223; † November 1267), war ein englischer Adliger. Als mächtiger Marcher Lord spielte er eine größere Rolle während des Zweiten Kriegs der Barone.

## Herkunft und Erbe
John FitzAlan entstammte der Familie FitzAlan, die seit Mitte des 12. Jahrhunderts zu den bedeutendsten Adelsfamilien der Welsh Marches gehörte. Er war ein Sohn von John FitzAlan († 1240) und von dessen ersten Frau Isabel. Nach dem Tod seines Vaters 1240 erbte FitzAlan dessen feudale Baronien Oswestry, Clun und Shrawardine in Shropshire. Da er jedoch noch minderjährig war, wurden seine Besitzungen zunächst von John Lestrange verwaltet. Seine Mutter war eine Schwester von Hugh d’Aubigny, 5. Earl of Arundel, der 1243 kinderlos starb. Daraufhin wurde FitzAlan über seine Mutter zum Erben von einem Viertel der Besitzungen von d’Aubigny, darunter Arundel Castle in Sussex. Nachdem FitzAlan volljährig geworden war, erhielt er im Mai 1244 gegen eine Gebühr von £ 1000 Arundel sowie die Besitzungen seines Vaters in Shropshire. De iure stand ihm auch der Titel Earl of Arundel zu, mit dem ihn bereits der Chronist William Rishanger Ende des 13. Jahrhunderts bezeichnete, FitzAlan selbst führte jedoch nie diesen Titel, sondern wurde 1258 als Lord of Arundel oder 1266 als John Fitzalan de Arundel bezeichnet. 

## Leben

### Marcher Lord und Dienst für den König
1253 begleitete FitzAlan König Heinrich III. bei dessen Expedition in die Gascogne, wo der König einen Aufstand gegen seine Herrschaft niederschlagen musste. Um die Kosten für diesen Feldzug aufzubringen, musste FitzAlan im Juli 1253 Ländereien für 500 Mark verpfänden. Nach seiner Rückkehr wurde FitzAlan in zahlreiche Streitigkeiten in den Welsh Marches verwickelt. 1255 und 1256 beschwerte sich Fulk Fitzwarine, der Lord des nördlich von Oswestry gelegenen Whittington Castle, dass FitzAlans Gefolgsleute seine Besitzungen angegriffen hätten.
Als mächtigen Marcher Lord ernannte ihn der König im August 1257 zum Hauptmann der Welsh Marches nördlich von Montgomery. Im März 1258 sollte er mit seinen Vasallen nach Chester ziehen, um von dort an einem geplanten Feldzug des Königs gegen Fürst Llywelyn ap Gruffydd teilzunehmen. Dieser Feldzug wurde jedoch wegen der Adelsrebellion gegen den König ab April 1258 nicht durchgeführt. 1259 gehörte FitzAlan zu den acht Unterhändlern des Königs, die an der Furt von Montgomery über den Severn mit einer walisischen Gesandtschaft über Verletzungen des Waffenstillstands verhandeln sollten. 1262 beschwerte sich Llywelyn ap Gruffydd, dass FitzAlan zusammen mit Roger Mortimer und John Lestrange Gebiete in Powys Fadog in Nordwales überfallen hätten. 

### Rolle im Krieg der Barone
Unzufrieden mit den Misserfolgen des Königs im Kampf gegen die Waliser gehörte FitzAlan zusammen mit seinem Sohn John FitzAlan III und zahlreichen anderen Marcher Lords ab Ende 1258 der Adelsopposition gegen den König an. Noch 1258 überfielen FitzAlans Vasallen aus Clun Bishops Castle an, ein großes Gut von Bischof Peter D’Aigueblanche von Hereford, einem verhassten Diplomaten des Königs, bei Lydbury North in Shropshire. Zusammen mit Roger de Clifford, Humphrey V de Bohun und Hamo le Strange nahmen FitzAlan und sein Sohn im Juni 1263 d'Aigueblanche in der Kathedrale von Hereford gefangen. Am 12. Juli besetzte FitzAlan das Gut Bishops Castle, dass seine Erben erst 1269 wieder dem Bischof von Hereford übergaben. Im Spätherbst 1263 konnte der Thronfolger Lord Eduard FitzAlan jedoch wieder auf die Seite des Königs ziehen. Im Dezember wurde er zu einem der fünf Personen genannt, die für die Einhaltung des Friedens in Shropshire und Staffordshire zuständig waren. Damit wurde er zum Gegenspieler des Sheriffs, der von der von Simon de Montfort, 6. Earl of Leicester geführten Regierung der Barone ernannt worden war. Im Januar 1264 schwor FitzAlan, den Mise of Amiens, den Schiedsspruch des französischen Königs einzuhalten, mit dem der Streit zwischen Montfort und dem König beigelegt werden sollte. Als Montfort dennoch im Frühjahr 1264 zu den Waffen griff und es zum offenen Krieg der Barone gegen den König kam, gehörte FitzAlan weiter zu den Unterstützern des Königs. Im April 1264 verteidigte er zusammen mit dem Earl of Warenne Rochester Castle gegen eine Belagerung durch Montfort und dem Earl of Gloucester. Im Mai 1264 geriet er in der Schlacht von Lewes in Gefangenschaft, wurde jedoch wenig später wieder freigelassen. Nach diesem Sieg über den König übernahm Montfort wieder die Regierung. Als im Frühjahr 1265 ein erneuter Ausbruch der offenen Kämpfe drohte, verlangte die Regierung im April 1265 von FitzAlan, entweder Arundel Castle zu übergeben oder seinen Sohn als Geisel zu stellen. Im August 1265 wurden Montfort und seine Anhänger tatsächlich von den Anhängern des Königs entscheidend besiegt. Die harten Sanktionen der Anhänger des Königs gegenüber den besiegten Rebellen führte jedoch zu einer Fortsetzung des Kampfes. Am 18. April 1266 sollte Fitzalan deshalb zusammen mit dem Sheriff in Sussex die Autorität des Königs wiederherstellen und im Januar 1267 wurde er beauftragt, Verschwörungen gegen die Herrschaft des Königs in Sussex aufzudecken. 
FitzAlan starb im November 1267, wenige Monate nachdem der Krieg der Barone im Juni 1267 endgültig beendet wurde. Nach seinem letzten Willen sollte er in Haughmond Abbey in Shropshire beigesetzt werden.

## Familie und Nachkommen
FitzAlan hatte in erster Ehe Maud (auch Matilda), eine Tochter von Theobald le Botiller und von dessen zweiten Frau Rohese de Verdon geheiratet. Mit ihr hatte er mindestens einen Sohn, der sein Erbe wurde:
- John Fitzalan (1245–1272/3).

Seine Witwe heiratete in zweiter Ehe Richard de Amundeville († 1283).